# Маковое поле (картина Климта)
«Маковое поле» («Маковый луг» (нем. Mohnwiese), также «Цветущий мак» (нем. Blühender Mohn)) — пейзаж австрийского художника Густава Климта. Изображённое на картине маковое поле находилось в одном километре от дома, где проживал на летнем отдыхе художник, и напоминает «Маки» Клода Моне, с которых начался «золотой период» импрессионистской живописи.
«Маковое поле» вместе с пейзажами «Крестьянский сад» и «Подсолнух» было написано в последнее лето, проведённое художником в Литцльберге на Аттерзе, и наряду с «Розами под деревьями», «Садовым пейзажем» и «Цветочным лугом» относится к серии атмосферных летних пейзажей с пышной растительностью, выполненных Климтом в пуантилистской манере. Яркая и обманчивая картина Климта наполняет зрителя беспокойством и тревогой, не давая как следует рассмотреть изображённое в деталях. Художник работал маленькими короткими мазками, осторожно нанося краски на тонкую грунтовку. Луг, составленный из бесчисленных разноцветных точек и штрихов заполняет причудливым узором всё пространство картины и, как кажется, уходит далеко вдаль и за пределы полотна. В подборе композиции художник пользовался фокусировочным экраном фотоаппарата. При более пристальном рассмотрении точки и штрихи образуют деревья, кусты и отдельные цветки. Характерным для Климта является его отказ от направленного света: равномерно освещённый пейзаж сбалансированной квадратной формы воспринимается вне времени погружённым в самого себя. Созданный под влиянием французских импрессионистов пейзаж у Климта отражает не мимолётный кадр, а гармонию и вечное всесилие природы.
«Маковое поле» художник подготовил специально для Венской художественной выставки 1908 года, и его ещё в первую неделю за 5 тыс. крон (приблизительно 31 500 евро) приобрёл австрийский промышленник и меценат Виктор Цукеркандль, после его смерти находился в собственности семьи. После аншлюса Австрии в составе коллекции Цукеркандлей был конфискован из Пуркерсдорфского санатория и продан члену НСДАП Гансу Гнаду. В 1946 году «Маковое поле» вернули Гертруде Цукеркандль, дочери психоаналитика Вильгельма Штекеля и супруге Фрица Цукеркандля, сына Берты и Эмиля Цукеркандль, но в разрешении на вывоз картины за рубеж было отказано. Австрийское государство демонстрировало интерес в приобретении пейзажа и в 1949 году предлагало за него 15 тыс. шиллингов, но проживавший в США Эмиль Цукеркандль, унаследовавший «Маковое поле» от матери Гертруды, запрашивал 20 тыс. шиллингов, а в ответ галерея Бельведер отказалась от сделки на компромиссную сумму в 17,5 тыс. шиллингов. В 1955 году интерес к «Маковому полю» проявил коллекционер Рудольф Леопольд, в 1957 году он выплатил за пейзаж «экстравагантно» высокую сумму в 30 тыс. шиллингов. Спустя несколько дней после покупки Леопольд предложил «Маковое поле» галерее Бельведер в обмен на две работы Эгона Шиле — «Кардинал и монахиня» и «Две женщины на корточках» из коллекции Генриха Ригера. Галерея Бельведер приняла предложение: эти «аморальные» картины Шиле, приобретённые в 1950 году за 11,5 тыс. шиллингов, до сих пор не решались демонстрировать публике. В окончательном варианте сделки Леопольд приложил к «Маковому полю» ещё «Голландский пейзаж» Рудольфа Рибарца и «Святого Эгидия». В 2003 году Эмиль Цукеркандль через адвоката Альфреда Нолля консультировался в Комиссии по исследованию провенанса относительно возможности вернуть себе «Маковое поле» на основании выданного запрета на вывоз, но получил неутешительный ответ. Окончательное решение по делу о реституции «Макового поля» было принято в 2010 году на основании рекомендации австрийского Совета по возврату художественных ценностей, и пейзаж Климта остался в экспозиции галереи Бельведер.